# Flora Indica. . . nec non Prodromus Florae Capensis
Flora Indica . . . nec non Prodromus Florae Capensis (abreviado Fl. Ind. (N. L. Burman)) es un libro con descripciones botánicas que fue escrito por el botánico Nicolaas Laurens Burman y editado en Ámsterdam en 1768 con el nombre de Flora Indica: cui accedit series zoophytorum indicorum, nec non Prodromus Florae Capensis.